# Tesagrotis exculpatrix
Tesagrotis exculpatrix är en fjärilsart som beskrevs av Dyar 1907. Tesagrotis exculpatrix ingår i släktet Tesagrotis och familjen nattflyn. Inga underarter finns listade i Catalogue of Life.